# Земен изгрев
„Земен изгрев“ (на английски: Earthrise) е името, дадено на снимка на Земята, направена от астронавта Уилям Андерс по време на мисията „Аполо 8“ на 24 декември 1968 г.
Природният фотограф Гален Роуел я обявява за „най-влиятелната природна снимка, правена някога“. Тя се предшества от по-неясна чернобяла снимка, направена през 1966 г. от сондата-робот Лунар Орбитър 1.